# Леунеле-де-Жос
Леунеле-де-Жос (рум. Lăunele de Jos) — село у повіті Вилча в Румунії. Входить до складу комуни Денічей.
Село розташоване на відстані 140 км на захід від Бухареста, 25 км на південь від Римніку-Вилчі, 79 км на північний схід від Крайови, 125 км на південний захід від Брашова.

## Населення
За даними перепису населення 2002 року у селі проживали 147 осіб, усі — румуни. Усі жителі села рідною мовою назвали румунську.